# پیشینه طالبان

درفش سپید طالبان با شهادتین به رنگ مشکی در مرکز.

پیشینه طالبان یا سرگذشت طالب‌ها به پیشینه تاریخی طالبان می‌پردازد که در آن ریشه‌های جنبش طالبان از ملی‌گرایی پشتون (ناسیونالیسم پشتون) توضیح داده شده و به‌طور خلاصه زیربنای ایدئولوژیک آن را با جامعه وسیع‌تر افغانستان مرتبط می‌سازد. این مقاله همچنین به تشریح قدرت طالبان می‌پردازد و شامل آزار و اذیت مقامات طالبان در طول پنج سال سر قدرت بودن در افغانستان و جنگ با ائتلاف شمال می‌پردازد. این مقاله زمان قدرت‌گرفتن طالبان، سقوط آن پس از حمله ایالات متحده، و مبارزه با این تهاجم، و همچنین بازگشت به قدرت در سال ۱۴۰۰ را در بر می‌گیرد.

## پس زمینه

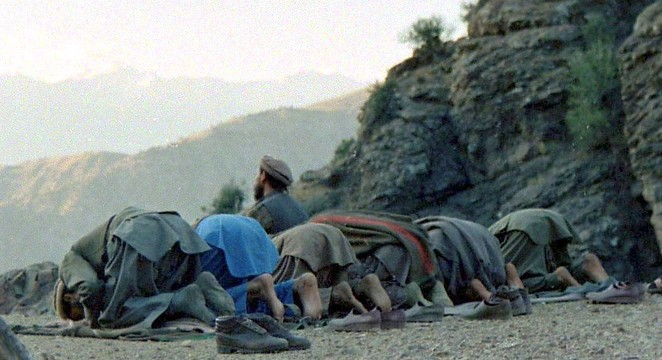
مجاهدین در حال نماز خواندن در سال ۱۹۸۷.

طالبان، که یک واژه عربی به معنای «خواهان دانش اسلامی»، «دانشجویان اسلام»، «جویای دانش» یا «طالب علم» است، قرن‌ها بخشی از «کمربند قرآن»قندهار بوده‌اند.
کمربند قرآنی اصطلاحی است که به ناحیه‌ای اشاره دارد که ارزش‌های محافظه کار اسلامی قوی است. این واژه اغلب با منطقه‌ای مرتبط است که اسلام در آن تأثیر تاریخی داشته‌است مانند: شمال غربی چین (سین کیانگ، نینگ‌شیا، گانسو و چینگهای) در امتداد مرز بین آسیای مرکزی، تبت و مغولستان.
 آن‌ها معلمان دینی و تسلی دهنده افراد در حال مرگ بشمار می‌آمدند. آن‌ها همچنین در مدارس علمیه دینی تحصیل کرده و از کمک‌های خیریه مردم عادی روزگار می‌گذرانند. پس از اتمام تحصیل، آن‌ها تبدیل به آخوند می‌شدند به معنی ارائه دهندگان دانش اسلامی. این نوعی خدمات اسلامی بود، که به مردم جامعه ارائه می‌شد.
در سال ۱۹۷۸، انقلاب ثور، جمهوری دموکراتیک افغانستان را با پشتیبانی اتحاد جماهیر شوروی به قدرت رساند، که متعاقباً کمپین مارکسیستی علیه رهبران مذهبی را به وجود آورد.در همین حال، انقلاب اسلامی ایران پس از پیروزی شروع به گسترش اسلام‌گرایی افراطی محور از طریق شبکه‌های زیرزمینی در افغانستان کرد. هواداران ایده اسلام شیعه ایرانی شروع به تبلیغات و نفوذ گسترده در سراسر افغانستان به ویژه مناطق شیعه‌نشین و شهر هرات که به مرزهای ایران نزدیک بود کردند.با این وجود، دولت کمونیستی به مبارزه علیه تحجر سنتی و اسلامی ادامه داد.در مارس ۱۹۷۹، قیام هرات در واکنش به اعلام برنامه اجباری سوادآموزی برای دختران آغاز شد.این امر منجر به شورش گسترده‌ای در حومه غربی کشور گردید.سرانجام، شورش بزرگ‌تری توسط مجاهدین آغاز شد. پس از مداخله اتحاد جماهیر شوروی در افغانستان در سال ۱۹۹۷، برای سرکوب شورشیان، مبارزه مجاهدین اسلامی با نیروهای شوروی منجر به درگیر و یک جنگ تمام عیار گردید.

### نفوذ بیگانگان
با شروع نبرد مجاهدین اسلامی با شوروی دیری نپایید که آژانس اطلاعات مرکزی (سیا) شروع به حمایت از مجاهدین از طریق پاکستان کردند.اگرچه هیچ سند و مدرکی در دست نیست که سیا مستقیماً از مجاهدین طالبان حمایت می‌کرده‌است، اما استدلال می‌شود که حمایت نظامی به‌طور غیرمستقیم از طالبان انجام شده‌است، زیرا در دهه ۱۹۸۰، سیا و آی‌اس‌آی (سازمان اطلاعاتی پاکستان) به افغان‌هایی در برابر شوروی مقاومت می‌کردند سلاح می‌دادند. حمله شوروی به افغانستان، و همچنین اقدامات آی‌اس‌آی پاکستان به روند جمع‌آوری مسلمانان رادیکال (تندور) از سراسر جهان برای مبارزه با شوروی کمک کرد.محمد ضیاءالحق رهبر پاکستان برنامه مذهبی و سیاسی را در افغانستان دنبال می‌کرد. ضیا معتقد بود که اسلام سیاسی باید پذیرفته شود و می‌گفت دین و ایدئولوژی منابع اصلی قدرت و توان یک کشور هستند. او همچنین جهاد را یک سلاح سیاسی می‌دانست. ضیا اصرار داشت که تمام حمایت سیا از مجاهدین از طریق پاکستان انجام شود. پشتیبانی پاکستانی‌ها از مجاهدین افغان توسط سازمان اطلاعات نظامی پاکستان صورت می‌پذیرفت.
ضیاء و اختر عبدالرحمان، رهبر آی‌اس‌آی، برای آموزش جوانان افغان از احداث مدارس دینی اسلامی در امتداد مرز حمایت کردند و تعداد آن‌ها در سراسر پاکستان از ۹۰۰ در سال ۱۹۷۱ به حدود ۳۳۰۰۰ در سال ۱۹۸۸ رساندند.
و همچنین پشتیبانی مالی بسیاری از این مدارس دینی توسط کشورهای عربی پیرامون خلیج فارس به‌ویژه عربستان سعودی می‌شد. چراکه ایدئولوژی دینی عربستان در این مدارس آموزش داده می‌شد.بسیاری از رهبران ارشد طالبان افغانستان با حوزه علمیه دارالعلوم حقانیه در اکوره ختک در پاکستان، همراه بوده و ارتباط داشته‌اند از جمله مُلّا عمر، و نقش آن در حمایت از طالبان مشخص بوده چون رهبران اصلی طالبان آموزه‌های دینی خود را از آن‌جا فرا گرفتند. حوزه علمیه مذکور توسط مولانا سمیع الحق از جمعیت علمای اسلام اداره می‌شد که اغلب از او به عنوان «پدر طالبان» یاد می‌شود. «مولانا سمیع» سیاست اسلامی را با آموزه‌های جنبش محافظه کار دیوبندی درآمیخت.
در خلأ قدرت ناشی از خروج شوروی از افغانستان در سال ۱۹۸۹، این کشور توسط گروه‌های مجاهدین متخاصم از هم پاشید. رئیس‌جمهور محمد نجیب‌الله احمدزی هشدار داد که «افغانستان به مرکز تروریسم تبدیل خواهد شد.»اطلاعات پاکستان در ابتدا از نیروهای گلبدین حکمتیار پشتیبانی می‌کرد و افسران نظامی سابق افغانستان مستقیماً تحت فرماندهی وی بودند.با این حال، هنگامی که احمدشاه مسعود کابل را در سال ۱۹۹۲ تصرف کرد، گلبدین حکمتیار شکست خورد.جاوید نصیر، رئیس جدید آی‌اس‌آی، فردی که مذهبی‌ترین رهبر اطلاعات پاکستان در یک نسل بود. و «بی‌نظیر بوتو» به عنوان نخست‌وزیر جدید می‌خواست اقتصاد پاکستان را از طریق تجارت زمینی در آسیای مرکزی توسعه دهد. وزیر داخله وی نصیرالله بابر از افراد پشتون بود که در دهه ۱۹۷۰ آموزش چریکی را برای افغان‌ها ترتیب داده بود. او از پشتونستان برای رسیدن به بازارهای آسیای مرکزی حمایت کرد.
در اکتبر ۱۹۹۴، «بابر» کاروان آزمایشی صادرات پاکستان را که به ترکمنستان می‌رفت را سازماندهی کرد. با رسیدن کاروان به مرز پاکستان، طالبان تازه‌کار خود را در این منطقه آغاز کرده بود. آی‌اس‌آی با تقویت جنبش دانشجویی قندهاری که قبلاً ناشناخته بود از فرصت استفاده از قدرت در منطقه سود برد.آن‌ها همچنان از طالبان به عنوان متحدان پاکستانی در تلاش برای فتح افغانستان در دهه ۱۹۹۰ حمایت کردند.

## پیدایش در افغانستان
قندهار به‌طور سنتی مرکز قدرت و فرهنگ پشتون‌ها و همچنین یکی از مراکز اصلی قدرت در کشور بود، اما تا سال ۱۹۹۴ (میلادی) به‌هم‌ریخته و آشوب‌زده بود. در این اوضاع آشفته قندهار طالبان ظهور کرد.  در حقیقت در ابتدا این‌گونه نشان داده می‌شود که تنها راه بازگشت آرامش و امنیت به قدرت رسیدن پشتون‌های درانی هستند.
سرانجام در تابستان سال ۱۹۹۴ یک گروه کوچک از پشتون‌ها به طالبان در پیرامون شهر قندهار تأسیس کردند. آنان در ابتدا اقداماتی هشدار آمیزی علیه جنگ سالاران محلی انجام دادند. و سپس به پاس اقدامات خود مبلغ ۲۵۰۰۰۰ دلار از حکام محلی پشتون دریافت کردند. این کمک مالی توسط حکامی چون حشمت غنی احمدزی، حامد کرزی و همچنین پوپل‌زایی بود. و چون این افراد و گروه‌ها شناخته شده و معروف بودند به مشروعیت طالبان کمک بسزایی کرد. هدف آن‌ها بازگرداندن محمد ظاهر شاه، پادشاه سابق تبعید شده بود. ملا عمر در این زمان با هیئت‌های پشتون دیدار کرد و رئیس شورای عالی جنبش گردید.
طالبان در مناطق هلمند، قندهار و اُرُزگان مستقر بوده و اکثراً از قوم پشتون به‌ویژه درانی‌ها بودند. طالبان در ابتدا از حسن نیت عظیمی از افغان‌ها برخوردار بود که از فساد، وحشیگری و جنگ بی وقفه جنگسالاران محلی خسته شده بودند. چراکه سراسر افغانستان مملو از جنایات حکام محلی راهزنی‌ها و تجاوز و ربایش دختران و پسران افغان شده‌بود. و ملا عمر و همراهانش در طالبان در تلاش برای ایجاد آرامش بودند (در حقیقت هدف این بود با یک جنایات بزرگ جنایات کوچک را از بین ببرند) انگیزه دیگر این بود که مافیای حمل و نقل کامیون مستقر در پاکستان معروف به «تجارت ترانزیت افغانستان» که مدام در افغانستان مورد راهزنی قرار می‌گرفت توسط «ملا عمر» و نیروهای طالبان این راهزنی پایان یابد و جاده‌های افغانستان برای کامیون‌های پاکستانی ایمن گردد.
نخستین فعالیت نظامی مهم طالبان در اکتبر و نوامبر ۱۹۹۴ بود، که آن‌ها از میوند در جنوب افغانستان برای تصرف شهر قندهار و استان‌های پیرامون آن حرکت کردند و تنها چند ده نفر را در آن نبرد از دست دادند.و همچنین با پشتیبانی از حرکت کامیون‌های پاکستانی حمایت و پیشرفت‌های نظامی قابل توجه ای را به‌دست آوردند.در اواسط ماه اکتبر همان سال یک محموله بزرگ سلاح و جنگ‌افزارهای سبک و سنگین که برای مسلح کردن هزاره سرباز کافی بود در نوار مرزی سپین‌بولدک به نیروهای طالبان تحویل داده شد اکثر جنگ‌افزارها اهدایی از کشورهای عربستان سعودی و پاکستان بودند. تا اواسط ماه نوامبر طالبان توانستند به کل شهر قندهار و منابع پیرامون آن حکم برانند.

## جای‌گیری اندیشه‌ها
در رژیم طالبان، قوانین شریعت به گونه‌ای تفسیر شده که فعالیت‌های گسترده‌ای را که تا کنون در افغانستان مجاز بوده ممنوع می‌کند:اشتغال، تحصیل و ورزش برای زنان، فیلم، تلویزیون، موسیقی، رقص، چسباندن تصاویر در خانه، کف زدن در هنگام رویدادهای ورزشی، بادبادک‌بازی. و اصلاح ریش نیز ممنوع است فهرست ممنوعیت‌های دیگر طالبان شامل موارد زیر است:
گوشت و روغن خوک، نگه‌داری و پرورش خوک، هر چیزی که از موی انسان ساخته شده‌باشد، اتصالات ماهواره‌ای، فیلم‌برداری و تجهیزاتی که لذت موسیقی را ایجاد می‌کند، میزهای استخر، شطرنج، ماسک، الکل، نوارها، رایانه‌ها، VCR، تلویزیون، هر چیزی که جنسیت را تبلیغ می‌کند و پر از موسیقی باشد، شراب، خرچنگ، لاک ناخن، ترقه، مجسمه، کاتالوگ‌های دوخت، تصاویر، کارت‌های تبریک کریسمس.
از مردان خواسته می‌شد ریش خود را بلند کرده تا زیر چانه را بپوشاند. از سوی دیگر، آن‌ها باید موهای سر خود را کوتاه می‌کردند. مردان نیز ملزم به پوشاندن سر بودند.
تصاویر موجودات زنده اعم از نقاشی یا عکس حیوانات و حتی عروسک نیز ممنوع بود.
این قوانین توسط وزارت ترویج فضیلت و سرکوب صادر شده و توسط «پلیس مذهبی» اعمال می‌شده‌است، این افراطی‌گری بیشتر به تفکرات وهابی شباهت داشت. در شهرهای تازه تصرف شده صدها پلیس مذهبی متخلفان (معمولاً مردان بدون ریش و زنانی که برقع (نقاب) خود را به درستی نمی‌پوشیدند) با چوب‌های بلند مورد ضرب و شتم قرار دادند.
سرقت و دزدی با قطع کردن دست، تجاوز و قتل با اعدام عمومی مجازات شد. زناکاران متأهل با سنگسار کشته شدند. در کابل، مجازات‌ها در حضور مردم در استادیوم فوتبال سابق که تبدیل به شکنجه‌گاه شهر شده‌بود اجرا شد.

## ورود ایالات متحده (۲۰۰۱–۲۰۲۱)
در پی یورش ایالات متحده به افغانستان در سال ۲۰۰۱ میلادی، ستیزه‌جویان طالبان شکست سختی خوردند و بسیاری از جنگجویان طالبان میدان مبارزه را رها کردند یا به پناهگاه‌های پاکستان عقب‌نشینی کردند. در ماه مه و ژوئن ۲۰۰۳، مقامات عالی طالبان اعلام کردند که طالبان سازمان یافته شده و آماده جنگ چریکی برای بیرون راندن نیروهای آمریکایی از افغانستان هستند. محمد عمر رهبر طالبان پنج منطقه عملیاتی را به فرماندهان طالبان مانند دادالله اختصاص داد. دادالله مسئولیت ولایت زابل را بر عهده گرفت.
در اواخر سال ۲۰۰۴، ملا عمر، رهبر پنهان شده طالبان در آن زمان، شورشی علیه «آمریکا و دست نشانده‌های آن» (یعنی نیروهای دولتی انتقالی افغانستان) برای «بازپس‌گیری حاکمیت کشور» اعلام کرد.
در حالی که طالبان چندین سال برای بازگشت به قدرت زمان صرف کردند، آن‌ها در سال ۲۰۰۶ دوباره نبردهای چریکی را آغاز کردند.

## بازگشت طالبان در سال ۱۴۰۰
در ۲۹ فوریه ۲۰۲۰، ایالات متحده آمریکا و طالبان یک توافقنامه صلح در دوحه، قطر، با نام رسمی توافقنامه ایجاد صلح در افغانستان امضا کردند. مفاد این توافق شامل خروج همه نیروهای آمریکایی و ناتو از افغانستان، تعهد طالبان برای جلوگیری از فعالیت القاعده در مناطق تحت کنترل طالبان و مذاکرات میان طالبان و دولت افغانستان است. ایالات متحده با کاهش اولیه سطح نیرو از ۱۳۰۰۰ به ۸۶۰۰ تا ژوئیه ۲۰۲۰ موافقت کرد و در صورت پایبند بودن طالبان به تعهدات خود، ظرف ۱۴ ماه عقب‌نشینی کامل از افغانستان صورت می‌گیرد. چین، روسیه و پاکستان از این توافق حمایت کردند، اگرچه دولت افغانستان در آن دخیل نبود. در سپتامبر ۲۰۲۰، بیش از ۵۰۰۰ زندانی طالبان، از جمله ۴۰۰ نفر از آن‌ها متهم و محکوم به جنایات بزرگی مانند قتل بودند، توسط دولت افغانستان به عنوان بخشی از توافقنامه دوحه بین ایالات متحده و طالبان آزاد شدند. (دولت افغانستان در این مورد هیچ اختیاری نداشت) به گفته شورای امنیت ملی افغانستان، بسیاری از زندانیان آزاد شده که «کارآزموده و کارشناس» بودند به میدان جنگ بازگشتند، و منجر به توانمند شدن طالبان گردیند.
در ماه‌های نخستین سال ۲۰۲۱ میلادی، پنتاگون و رهبری افغانستان به حمایت مستمر ایالات متحده از کابل اعتقاد داشتند. با این حال، رئیس‌جمهور جو بایدن همچنان به اراده مداوم ترامپ برای خروج ایالات متحده از جنگ خارجی بی پایان باور داشت، حتی در حالی که جمهوری اسلامی افغانستان همچنان بر نیروی انسانی و پشتیبانی ایالات متحده متکی بود. دولت بایدن در آوریل ۲۰۲۱ اعلام کرد که خروج را فراتر از مهلت اولیه ادامه می‌دهد و تاریخ اتمام آن تا ۱۱ سپتامبر ۲۰۲۱ پیش‌بینی می‌شود. در ۸ جولای، بایدن مهلت خروج ایالات متحده را به ۳۱ اوت تغییر داد. طالبان و گروه‌های شبه‌نظامی هم‌پیمان در ۱ مه ۲۰۲۱ همزمان با خروج بیشتر نیروهای آمریکایی از افغانستان یورش گسترده‌ای را آغاز کردند. به دنبال شکست سریع ارتش افغانستان در سراسر کشور، ارتش ملی افغانستان در هرج و مرج قرار گرفت و تنها دو واحد در اواسط ماه اوت عملیاتی باقی ماندند: قول اردوی ۲۰۱ و لشکر ۱۱۱، هر دو مستقر در کابل. پس از سقوط مهترلام، شرن، گردیز، اسعدآباد، و دیگر شهرها و همچنین ولسوالی‌هایی در شرق، خود پایتخت محاصره شد. کابل، پایتخت، در ۱۵ اوت ۲۰۲۱ به دست نیروهای طالبان افتاد. این تصرف ساعاتی پس از فرار رئیس‌جمهور اشرف غنی از کشور صورت گرفت.